# Courteney Cox
Courteney Cece Bass Cox (Birmingham, Alabama, 1964. június 15. –) amerikai színésznő.

## Élete és pályafutása
Egy videóklipnek köszönheti a karrierjét. Voltaképpen betáncolta magát a filmvilágba, ugyanis először Bruce Springsteen videójában, a Dancing in the Dark-ban szerepelt 1984-ben. Akkoriban ő építészetet tanult, ám ez a jelenet alaposan megváltoztatta életét. Ezt kisebb-nagyobb fotózások követték, modellkedés a Ford ügynökségnél, majd néhány feledhető szerep tévéműsorokban. 
Első filmes sikerét az Ace Ventura: Állati nyomozó című 1994-es filmvígjátékban aratta és még abban az évben a Jóbarátok című sikersorozat szereplője lett. Főszerepet játszott 1996 és 2011 között a Sikoly, Sikoly 2., a Sikoly 3. és a Sikoly 4. filmekben. 

## Magánélete
Az 1980-as évek végétől hat éven át Michael Keaton partnere volt. A Sikoly forgatásán ismerkedett meg David Arquette-tel, akivel 1999. június 12-én össze is házasodott, és 2004-ben megszületett közös gyermekük, Coco Riley Arquette. Legjobb barátnője, Jennifer Aniston lett a kislány keresztanyja. 2010 októberében a pár bejelentette, hogy különválnak, de továbbra is közeli barátok és üzleti partnerek maradnak. 2012 júniusában David beadta a válást, két év külön élés után. A válás 2013 májusára zárult véglegesen le. 2013 óta van együtt Johnny McDaid zenész-producerrel.

## Filmográfia

### Film
| Év   | Magyar cím                    | Eredeti cím                                     | Szerep                         | Magyar hang        |
| ---- | ----------------------------- | ----------------------------------------------- | ------------------------------ | ------------------ |
| 1987 |                               | Down Twisted                                    | Tarah                          |                    |
| 1987 | He-Man – A világ ura          | Masters of the Universe                         | Julie Winston                  | Somlai Edina       |
| 1988 | Selyemgubó 2. – A visszatérés | Cocoon: The Return                              | Sara                           | Tallós Rita        |
| 1990 |                               | Shaking the Tree                                | Kathleen                       |                    |
| 1990 | Mr. Végzet                    | Mr. Destiny                                     | Jewel Jagger                   | Biró Anikó         |
| 1991 | Kék sivatag                   | Blue Desert                                     | Lisa Roberts                   | Rák Kati           |
| 1992 | A nemek harca                 | The Opposite Sex and How to Live with Them      | Carrie Davenport               | Orosz Helga        |
| 1992 | A nemek harca                 | The Opposite Sex and How to Live with Them      | Carrie Davenport               | Fazekas Zsuzsa     |
| 1994 | Ace Ventura: Állati nyomozó   | Ace Ventura: Pet Detective                      | Melissa Robinson               | Tallós Rita        |
| 1994 | Ace Ventura: Állati nyomozó   | Ace Ventura: Pet Detective                      | Melissa Robinson               | Juhász Réka        |
| 1996 | Sikoly                        | Scream                                          | Gale Weathers                  | Kiss Erika         |
| 1997 | Amikor nincs tízparancsolat   | Commandments                                    | Rachel Luce                    |                    |
| 1997 | Sikoly 2.                     | Scream 2                                        | Gale Weathers                  | Náray Erika        |
| 1999 | Pénzfutár                     | The Runner                                      | Karina                         | Kéri Kitty         |
| 2000 | Sikoly 3.                     | Scream 3                                        | Gale Weathers                  | Náray Erika        |
| 2001 | Milliókért a pokolba          | 3000 Miles to Graceland                         | Cybil Waingrow                 | Kiss Erika         |
| 2001 | Az agyfürkész totál kész      | The Shrink Is In                                | Samantha Crumb                 | Kiss Erika         |
| 2001 | Az agyfürkész totál kész      | The Shrink Is In                                | Samantha Crumb                 | Kisfalvi Krisztina |
| 2001 | Jobbulást, Bobby!             | Get Well Soon                                   | Lily Charles                   | Kiss Erika         |
| 2004 |                               | November                                        | Sophie Jacobs                  |                    |
| 2005 | Csontdaráló                   | The Longest Yard                                | Lena (stáblistán nem szerepel) | Kiss Erika         |
| 2006 | Pata tanya: Baromi buli       | Barnyard                                        | Rózsi a tehén (hangja)         | Náray Erika        |
| 2006 | Szupersuli                    | Zoom                                            | Marsha Holloway                | Kiss Erika         |
| 2006 |                               | The Tripper                                     | kutyabolond hippi              |                    |
| 2008 |                               | Alien Love Triangle (rövidfilm)                 | Alice                          |                    |
| 2008 |                               | The Monday Before Thanksgiving (rövidfilm)      | Cece                           |                    |
| 2008 | Esti mesék                    | Bedtime Stories                                 | Wendy                          | Kiss Erika         |
| 2008 |                               | The Butler's in Love (rövidfilm)                | nem szerepel                   |                    |
| 2011 | Sikoly 4.                     | Scream 4                                        | Gale Weathers-Riley            | Náray Erika        |
| 2012 |                               | Got Rights? (rövidfilm)                         | híresség                       |                    |
| 2014 |                               | Just Before I Go                                | nem szerepel                   |                    |
| 2016 |                               | Mothers and Daughters                           | Beth                           |                    |
| 2020 |                               | You Cannot Kill David Arquette (dokumentumfilm) | önmaga                         |                    |
| 2022 | Sikoly                        | Scream                                          | Gale Weathers                  | Kiss Erika         |
| 2023 | Sikoly VI.                    | Scream VI                                       | Gale Weathers                  | Kiss Erika         |

### Televízió
- Született szinglik (2009)
- Dirt: A hetilap (2007)
- Best of Jóbarátok (1999)
- Filmrendező portrék: Wes Craven (1999) (szereplő)
- Runner (1999)
- Gyilkosság nagyvonalakban 2. (1995)
- Jóbarátok (1994)
- Curiosity Kills (1990)
- Roxanne és a Pulitzer-díj (1989)
- Till We Meet Again (1989)
- I'll Be Home for Christmas (1988)
- Ha kedd van, akkor az megint Belgium (1987)

## Díjak és jelölések
- 2010 - Golden Globe-díj jelölés - a legjobb színésznő vígjáték tv-sorozatban (Született szinglik)
- 2002 - Arany Málna díj jelölés - a legrosszabb női epizódszereplő (Milliókért a pokolba)
- 2002 - Arany Málna díj jelölés - a legrosszabb páros (Milliókért a pokolba)